# Логинов, Артём Максимович
Артём Макси́мович Ло́гинов (род. 23 июня 1991 года, Барнаул, СССР) — российский легкоатлет. Чемпион летних Паралимпийских игр 2012 года в Лондоне, бронзовый призёр Паралимпийских игр, многократный чемпион мира, чемпион Европы. Заслуженный мастер спорта России.

## Биография
Тренируется под руководством Сергея Ивановича Мануйлова.

## Награды
- Орден Дружбы (10 сентября 2012 года) — за большой вклад в развитие физической культуры и спорта, высокие спортивные достижения на XIV Паралимпийских летних играх 2012 года в городе Лондоне (Великобритания)[2].
- Орден «За заслуги перед Алтайским краем» II степени (12 октября 2012 года) — за высокие спортивные достижения на XIV Паралимпийских летних играх 2012 года в городе Лондоне (Великобритания).[3]
- Заслуженный мастер спорта России (2012).